# Sobekhotep VIII
Sekhemre Seusertawy Sobekhotep VIII có thể là vị vua thứ ba thuộc vương triều thứ 16 của Ai Cập, ông đã trị vì vùng đất Thebes ở Thượng Ai Cập trong Thời kỳ Chuyển tiếp Thứ Hai. Ngoài ra, ông có thể là một vị vua thuộc vương triều thứ 13 hoặc vương triều thứ 17. Nếu ông là một vị vua thuộc vương triều thứ 16, Sobekhotep VIII sẽ được xác định là có một triều đại kéo dài 16 năm theo cuộn giấy cói Turin, bắt đầu vào khoảng năm 1650 TCN, vào thời điểm người Hyksos xâm lược Ai Cập.

## Vị trí trong biên niên sử
Hàng thứ 2 của cột thứ 11 trên cuộn giấy cói Turin đọc là Sekhem[...]re và theo các nhà Ai Cập học Kim Ryholt và Darrell Baker thì nó nhắc đến Sekhemre Seusertawy, đây vốn là nomen của Sobekhotep VIII. Nếu sự đồng nhất này là đúng, thì Sobekhotep VIII đã trị vì trong suốt 16 năm với tư cách là vị vua thứ 3 của vương triều thứ 16. Điều này sẽ khiến cho ông là người kế vị trực tiếp của Djehuti và là tiên vương của Neferhotep III, mặc dù vậy mối quan hệ giữa ông với hai vị vua này vẫn chưa được biết rõ. Trong quá trình phục dựng lại bảng niên đại thuộc Thời kỳ Chuyển tiếp thứ Hai của mình, Ryholt đề xuất rằng Sobekhotep VIII đã cai trị từ năm 1645 TCN tới năm 1629 TCN, một thời gian ngắn sau khi vương triều thứ 15 của người Hyksos chiếm toàn bộ khu vực châu thổ sông Nile và thành phố Memphis, mà do đó đã dẫn đến sự sụp đổ của vương triều thứ 13.
Trong những nghiên cứu cũ của các nhà Ai Cập học như Jürgen von Beckerath và Labib Habachi, Sobekhotep VIII được coi là một vị vua thuộc vương triều thứ 13.

## Chứng thực
Chứng thực đương thời duy nhất của Sobekhotep VIII là một tấm bia đá được tìm thấy bên trong tháp môn thứ ba tại Karnak. Tấm bia đá này có niên đại là vào epagomenal, hoặc 5 ngày cuối cùng, thuộc năm trị vì thứ 4 của Sobekhotep VIII, và mô tả thái độ của ông tại một ngôi đền, có lẽ là của Karnak, trong một một trận lũ lớn của sông Nile:
| “ | người con trai của Ra Sobekhotep, người được yêu quý của dòng lũ vĩ đại, được ban cho cuộc sống bất diệt. Năm 4, tháng thứ 4 của Shemu, các ngày nhuận, dưới sự bảo trợ của bản thân vị thần này, sống mãi mãi. Bản thân ngài đã đi tới đại sảnh của ngôi đền này để quan sát dòng lũ vĩ đại. Bản thân ngài đã tới đại sảnh của ngôi đền này mà ngập đầy nước. Sau đó bản thân ngài đã lội qua đó[...] | ” |

Theo nhà Ai Cập học John Baines, người đã nghiên cứu chi tiết tấm bia đá này, thì bằng việc tới ngôi đền này khi mà nó bị ngập lụt, nhà vua đã tái hiện lại câu chuyện về sự sáng tạo thế giới của người Ai Cập bằng cách bắt chước lại những hành động của vị thần sáng tạo Amun-Ra.